# علي بن عاصم الواسطي
أبو الحسن علي بن عاصم بن صهيب القرشي التيمي إمام عالم، وشيخ المحدثين ومسند العراق، مولى قريبة أخت القاسم بن محمد بن أبي بكر الواسطي، أحد رواة الحديث النبوي.

## طلبه للعلم
ولد سنة 107 هـ وهو من أسنان سفيان بن عيينة. روى عن: حصين بن عبد الرحمن، وبيان بن بشر الأحمسي، ويحيى البكاء، وعطاء بن السائب، وسليمان التيمي، ويزيد بن أبي زياد، وليث بن أبي سليم، وحميد الطويل، ومحمد بن سوقة، ومطرف بن طريف، وعاصم بن كليب، وسهيل بن أبي صالح، وإسماعيل بن أبي خالد، وداود بن أبي هند، وخالد الحذاء، وبهز بن حكيم، وعبد الله بن عثمان بن خثيم، والجريري، وعمارة بن أبي حفصة، وعبيد الله بن عمر، وأبي هارون العبدي، وخلق سواهم.
وعنه: يزيد بن زريع مع تقدمه، وعلي بن المديني، وأحمد بن حنبل، وعلي بن الجعد، ومحمد بن حرب النشائي، وزياد بن أيوب، ومحمد بن يحيى، وأحمد بن الأزهر، وسعدان بن نصر، ومحمد بن عيسى المدائني، ومحمد بن عبيد الله بن المنادي، وعبد بن حميد، وعبد الله بن أيوب المخرمي، ويحيى بن جعفر البيكندي، ويحيى بن أبي طالب، ويعقوب بن شيبة، وإسحاق بن بهلول التنوخي ويوسف بن عيسى المروزي، وعمرو بن رافع، وعيسى بن يونس الطرسوسي، وهارون بن حاتم، وموسى بن سهل الوشاء، والحسن بن مكرم، والحارث بن أبي أسامة، وخلق كثير.

## الجرح والتعديل
قال يعقوب بن شيبة: «سمعت علي بن عاصم على اختلاف أصحابنا فيه، منهم من أنكر عليه كثرة الخطأ والغلط، ومنهم من أنكر عليه تماديه في ذلك، وتركه الرجوع عما خالف فيه الناس، ولجاجته فيه وثباته على الخطأ، ومنهم من تكلم في سوء حفظه، واشتباه الأمر عليه في بعض ما حدث به من سوء ضبطه، وتوانيه عن تصحيح ما كتب الوراقون له، ومنهم من قصته عنده أغلظ من هذه القصص ، وقد كان رحمه الله من أهل الدين والصلاح، والخير البارع، شديد التوقي، وللحديث آفات تفسده». قال الخطيب: «قد كان علي من ذوي الأموال والاتساع في الدنيا، ولم يزل ينفق في طلب العلم ويفضل على أهله قديما وحديثا». قال سعيد بن عمرو البرذعي: «حدثنا محمد بن يحيى النيسابوري قال قلت لأحمد بن حنبل في علي بن عاصم، وذكرت له خطأه، فقال كان حماد بن سلمة يخطئ وأومأ أحمد بيده خطأ كثيرا، ولم نر بالرواية عنه بأسا». قال أبو بكر الخطيب: «وكان يستصغر الناس، ويزدريهم».

## وفاته
وقال ابن سعد ويعقوب بن شيبة: ولد سنة تسع ومائة ومات في جمادى الأولى سنة 201 هـ، وهو ابن اثنتين وتسعين سنة .